# Isla Phelipeaux

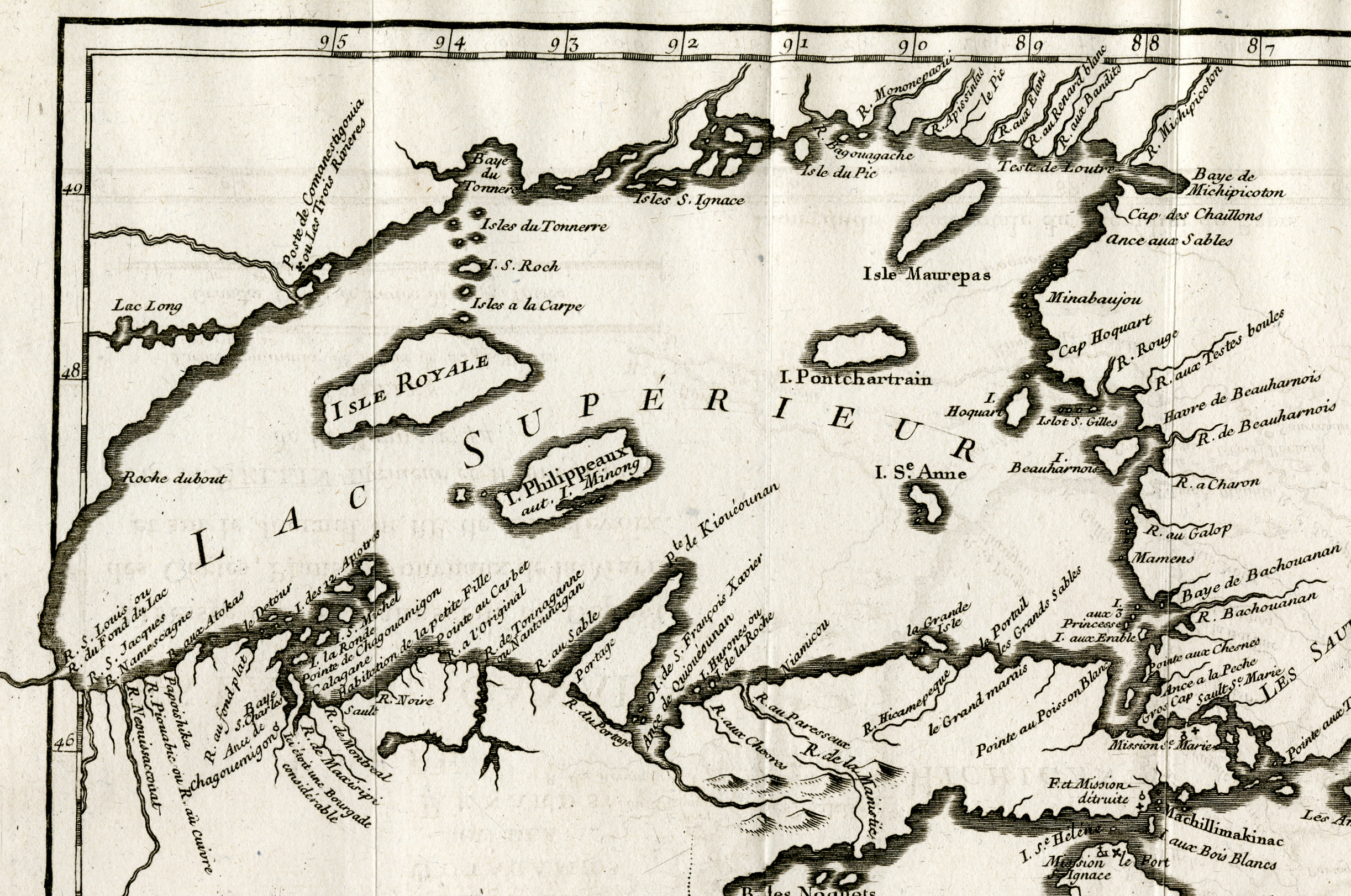
"Carte des Lacs du Canada" de Jacques-Nicolas Bellin, que muestra el lago Superior y sus islas, incluidas Isles Royale, Philippeaux, Pontchartrain, Maurepas y Saint Anne's.

La isla Phelipeaux, también conocida como isla Philippeaux o isla Minong,es una isla fantasma que se decía estaba ubicada en el Lago Superior. Durante finales del siglo XVIII y principios del XIX, se pensaba que era real y estaba incluida en los mapas de esa época. La isla "Phelipeaux" es mencionada en el Tratado de París de 1783 como un punto de referencia que marcaba la frontera entre lo que era Estados Unidos y lo que más tarde sería Canadá.
Es posible que la isla Phelipeaux sea una invención o el resultado de una confusión con Isla Royale.Además, en los mapas de la época del Lago Superior se mencionan otras islas destacadas, como Pontchartrain, Maurepas y St. Anne's, las cuales podrían o no ser islas reales.

## Historia
Las cuatro islas fueron mencionadas por el sacerdote y explorador Pierre François Xavier de Charlevoix, quien las nombró en honor a su patrón, Louis Phélypeaux.Este último ostentaba los títulos de conde de Pontchartrain y conde de Maurepas, y su santa patrona era Santa Ana.
Las islas fueron mencionadas por primera vez en un documento de 1742y aparecieron en un mapa publicado en 1744 por Jacques-Nicolas Bellin, quien utilizó el diario de Charlevoix como referencia.En ese mapa y en otros posteriores basados en él, "I. Philippeaux" aparece como una isla de tamaño similar al de Isla Royale, situada a mitad de camino entre esta y la península de Keweenaw."I. Philippeaux" está representada con características parecidas a las de Isla Royale, lo que sugiere que podría ser una duplicación accidental de esta isla bajo el nombre que Charlevoix le otorgó. Además, Bellin usó el nombre alternativo "I. Minong", que anteriormente se había asociado con Isla Royale,isla que actualmente tiene una prominente cresta con ese mismo nombre.
Al otro lado del lago, al este de Isla Royale, el mapa muestra el islote Pontchartrain, que está orientado y ubicado en relación con la costa sureste del lago de manera similar a la isla Michipicoten (que no aparece en el mapa) y podría ser una representación de esta.Al noreste de Pontchartrain está la isla Maurepas, que algunos creen que podría ser una duplicación de Michipicoten debido a su forma similar,o una representación errónea de las islas Slate, ubicadas al norte del lago, una zona que Bellin representó de manera inexacta.Al sur de Pontchartrain se encuentra el islote St. Anne, cuyo tamaño y posición recuerdan a los de la isla Caribou.

El mapa de Mitchell con las islas del Lago Superior en él.

Las islas aparecen prácticamente de la misma forma en el Mapa Mitchell de 1755, una representación más detallada de las colonias que al final formarían los Estados Unidos y sus territorios circundantes. Este mapa fue ampliamente utilizado y sirvió como referencia clave para establecer la frontera entre los nuevos Estados Unidos y los territorios restantes bajo el dominio del rey Jorge III tras la Guerra de Independencia. El Tratado de París de 1783 menciona que parte de la frontera pasaba "a través del Lago Superior, al norte de las Islas Royale y Phelipeaux, hasta el Lago Largo". Sin embargo, en la década de 1820, cuando los topógrafos intentaron definir con mayor precisión la frontera internacional entre el Lago de los Bosques y el Lago Superior, se descubrió que la "Isla Phelipeaux" no existía. Además, los topógrafos no pudieron identificar la masa de agua a la que se refería el "Lago Largo" en el tratado, por lo que en su lugar siguieron el río Pigeon desde el Lago Superior hasta las Aguas Fronterizas.